# العلاقات الصينية الناوروية
العلاقات الصينية الناوروية هي العلاقات الثنائية التي تجمع بين الصين وناورو.

## مقارنة بين البلدين
هذه مقارنة عامة ومرجعية للدولتين:
| وجه المقارنة                                              | الصين                    | ناورو                          |
| --------------------------------------------------------- | ------------------------ | ------------------------------ |
| المساحة (كم2)                                             | 9.60 مليون               | 21                             |
| عدد السكان (نسمة)                                         | 1.33 مليار               | 10.08 ألف                      |
| الكثافة السكانية (ن./كم²)                                 | 138.54                   | 48.00 ألف                      |
| العاصمة                                                   | بكين                     | ضاحية يارين                    |
| اللغة الرسمية                                             | اللغة الصينية القياسية   | اللغة الناورونية، لغة إنجليزية |
| العملة                                                    | رنمينبي                  | دولار أسترالي                  |
| الناتج المحلي الإجمالي (بليون دولار)                      | 12.24 تريليون            | 113.88 مليون                   |
| الناتج المحلي الإجمالي (تعادل القوة الشرائية) بليون دولار | 19.82 تريليون            | 162.98 مليون                   |
| الناتج المحلي الإجمالي الاسمي للفرد دولار أمريكي          | 8.03 ألف                 | 9.83 ألف                       |
| الناتج المحلي الإجمالي للفرد دولار أمريكي                 | 13.21 ألف                |                                |
| مؤشر التنمية البشرية                                      | 0.728                    |                                |
| رمز المكالمات الدولي                                      | +86                      | +674                           |
| رمز الإنترنت                                              | .cn، .中国 ‏، .中國 ‏      | .nr                            |
| المنطقة الزمنية                                           | توقيت الصين، ت ع م+08:00 | ت ع م+12:00                    |

## منظمات دولية مشتركة
يشترك البلدان في عضوية مجموعة من المنظمات الدولية، منها:
| علم المنظمة | اسم المنظمة                   | تاريخ انضمام الصين | تاريخ انضمام ناورو |
| ----------- | ----------------------------- | ------------------ | ------------------ |
|             | يونسكو                        | 4 نوفمبر 1946      | 17 أكتوبر 1996     |
|             | الاتحاد البريدي العالمي       | ?                  | ?                  |
|             | منظمة الشرطة الجنائية الدولية | ?                  | ?                  |
|             | الأمم المتحدة                 | 25 أكتوبر 1971     | 14 سبتمبر 1999     |
|             | بنك التنمية الآسيوي           | 1986               | 1991               |
|             | الاتحاد الدولي للاتصالات      | 1 سبتمبر 1920      | 10 يونيو 1969      |
|             | منظمة حظر الأسلحة الكيميائية  | ?                  | ?                  |

## وصلات خارجية
- موقع وزارة الخارجية الصينية